# Osiris mexicanus
Osiris mexicanus är en biart som beskrevs av Cresson 1878. Osiris mexicanus ingår i släktet Osiris och familjen långtungebin. Inga underarter finns listade i Catalogue of Life.